# Ethik-Preis der Giordano-Bruno-Stiftung
Der Ethik-Preis der Giordano-Bruno-Stiftung wird seit 2011 an Personen verliehen, die sich nach Ansicht der Stiftung für die „Entwicklung positiver Alternativen im Sinne des evolutionären Humanismus“ verdient gemacht haben. Er ist mit 10.000 Euro dotiert.

## Preisträger
Im Juni 2011 wurde der Ethik-Preis zum ersten Mal in der Deutschen Nationalbibliothek in Frankfurt am Main an die italienische Philosophin Paola Cavalieri und den australischen Philosophen Peter Singer für ihr Engagement für das Great Ape Project (GAP) verliehen. Das GAP setzt sich dafür ein, dass bestimmte Grundrechte, die derzeit dem Menschen vorbehalten sind, auch für die anderen Mitglieder der Familie der Menschenaffen (Schimpansen, Gorillas und Orang-Utans) gelten sollen.
Singer und Cavalieri stünden in der Tradition von Giordano Bruno, nach dem die gbs benannt ist, und seien deshalb „ideale Preisträger“, so der Stiftungssprecher Michael Schmidt-Salomon. Denn auch Bruno habe die „herrschende Meinung in Zweifel gezogen“ und aufzuzeigen versucht, dass „die Mehrheitsmeinung nicht immer die wahrste Meinung“ sei.
Die Preisverleihung an Singer stieß unter anderem auf die Kritik des behindertenpolitischen Sprechers von Bündnis 90/Die Grünen Markus Kurth, des behindertenpolitischen Sprechers der Bundesregierung Hubert Hüppe sowie der Lebenshilfe.